# Binkadakatti, Gadag
Binkadakatti là một làng thuộc tehsil Gadag, huyện Gadag, bang Karnataka, Ấn Độ.